# 第103独立領土防衛旅団 (ウクライナ領土防衛隊)
第103独立領土防衛旅団（だい103どくりつりょうどぼうえいりょだん、ウクライナ語: 103-тя окрема бригада територіальної оборони）は、ウクライナ領土防衛隊の旅団。西部作戦管区隷下。

## 歴史

### ドンバス戦争
2018年6月27日、ドンバス戦争の影響に伴い、ウクライナ領土防衛隊の動員が開始され、リヴィウ州で創設された。

### ロシアのウクライナ侵攻

#### 東部・北ドネツク戦線
2022年4月、ロシアのウクライナ侵攻で東部ドネツィク州に配備され、友軍の救援でドネツ川を防御した。9月に第63大隊が第15独立連隊と共にリマン方面で攻勢を開始し、オゼルネ、ヤムピリを解放した。

#### 北東部・ハルキウ戦線

第103独立領土防衛旅団旗

2022年9月、北東部ハルキウ州に再配置され、第113独立領土防衛旅団と共にチュフイウ方面で攻勢を開始し、ハルキウ州の大部分を解放した。

#### 東部・スヴァトヴェ-クレミンナ戦線

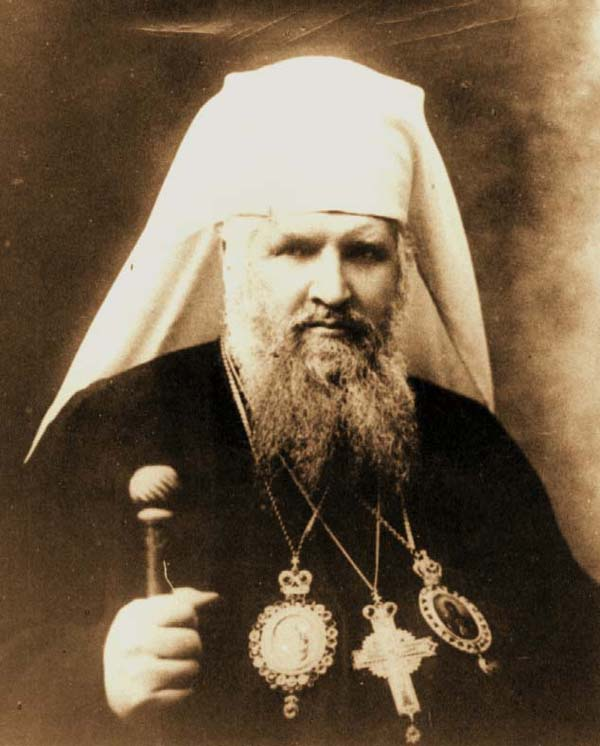
アンドレイ・シェプティツキー

2023年2月、東部ルハーンシク州スヴァトヴェ地区に再配置され、第1独立強襲大隊と共にクプヤンシク方面で攻勢を開始し、タバイウカを解放した。
2024年8月23日、ウォロディミル・ゼレンスキー大統領より、名誉称号「アンドレイ・シェプティツキー」を授与された。

#### ロシア・クルスク戦線
2024年8月、ロシア・クルスク州に再配置され、領土防衛隊ながらスジャ方面の左翼を任されたが、ロシア軍の恰好の標的となり、9月に数日間の激しい空爆で甚大な損害を受けて撤退した。

## 編制
- 旅団司令部（リヴィウ）
- 第62独立領土防衛大隊（リヴィウ）
- 第63独立領土防衛大隊（カミアンカ＝ブズカ）
- 第64独立領土防衛大隊（ブロディ）
- 第65独立領土防衛大隊（ストリ）
- 第66独立領土防衛大隊（ヤーヴォリウ）
- 第67独立領土防衛大隊（ドロホブィチ）
- 第202独立領土防衛大隊（サンビール）

- 火力支援中隊
- 迫撃砲中隊
- 対破壊工作中隊
- 戦闘・後方支援隊
- 衛生隊
- 無人機中隊 地獄への翼